# NS5膜
在弦理論物理學中，NS5膜（NS5-brane）是一種五維的p膜，它在B場下帶有磁荷。而B場則是一種會使基本弦帶有電荷的場。